# Harbardsbreen
Harbardsbreen er en af de største gletsjere på Norges fastland. Bræen ligger i Breheimen nationalpark, omkring 18 km nord for landsbyen Skjolden i Luster kommune, Vestland fylke i Norge; Bræen hænger sammen med den mindre Fortundalsbreen og ligger sydsiden af bjerget Tverrådalskyrkja i bjergkæden Breheimen .
Harbardsbreen havde i august 2010 et såkaldt jøkelløb, hvor en isdæmning som tilbageholdt en sø ved bræen brast. Store mængder brævand strømmede ud af bræporten og ind i et nærliggende vandmagasin , og videre ud i hovedløbet af Fortundalselvi. Tilsammen blev der i perioden 4. – 7. august 2010 tappet ca. 5,5 mill m³ vand fra bræsøen.

## Eksterne kilder og henvisninger
1. ↑  «Her kommer flommen», Aftenposten.no 6. august 2010. Besøkt 26, august 2010
2. ↑  Harbardsbreen, Sogn Arkiveret 27. november 2010 hos  Wayback Machine, Norges vassdrags- og energidirektorat, 18. august 2010. Besøkt 26, august 2010

- Harbardsbreen  på Store norske leksikon